# Список озер за об'ємом
У цій статті перераховані озера з об'ємом води більше 100 км³, рейтинг за об'ємом, який важко виміряти. Як правило, об'єм потрібно виводити з батиметричних даних шляхом інтегрування. Об'єми озер також можуть різко змінюватися з плином часу та протягом року, особливо для солоних озер у посушливому кліматі. З цих причин та через зміну досліджень інформація про обсяги озер може істотно відрізнятися від джерела до джерела. Базові дані для цієї статті взяті з The Water Encyclopedia (1990). Якщо використовувались дані за останніми опитуваннями чи іншими авторитетними джерелами, на них посилається у відповідному записі.

## Список
Об'єми озер нижче змінюються мало залежно від сезону. Цей перелік не включає водойми; якби це відбулося, у списку з'явиться шість водосховищ: озеро Кариба на 26-му, Братське водосховище, озеро Вольта, озеро Насер, водосховище Манікуаган та озеро Гурі.
| Континент ключ кольору | Континент ключ кольору | Континент ключ кольору | Континент ключ кольору | Континент ключ кольору | Континент ключ кольору | Континент ключ кольору |
| ---------------------- | ---------------------- | ---------------------- | ---------------------- | ---------------------- | ---------------------- | ---------------------- |
| Африка                 | Азії                   | Європа                 | Північна Америка       | Океанія                | Південна Америка       | Антарктида             |

| Назва                   | Країна     | Регіон                                                                                     | Площа поверхні              | Водний об'єм                   | Солоність        |
| ----------------------- | ---------- | ------------------------------------------------------------------------------------------ | --------------------------- | ------------------------------ | ---------------- |
| Каспійське море         | ,          |                                                                                            | 371 000 км2 (143 000 миля2) | 78 200 км3 (18 800 миля3)      | 1.2 %            |
| Байкал                  | Росія      | Сибір                                                                                      | 31 722 км2 (12 248 миля2)   | 23 600 км3 (5 700 миля3)       | Прісне           |
| Танганьїка              | ,          | Африканські Великі озера                                                                   | 32 900 км2 (12 700 миля2)   | 18 900 км3 (4 500 миля3)       | Прісне           |
| Верхнє                  | ,          | Північна Америка Great Lakes                                                               | 82 100 км2 (31 700 миля2)   | 11 600 км3 (2 800 миля3)       | Прісне           |
| Ньяса                   | ,          | Африканські Великі озера                                                                   | 29 600 км2 (11 400 миля2)   | 7 725 км3 (1 853 миля3)        | Прісне           |
| Восток                  | Антарктида | Під Східноантарктичний льодовиковий щит                                                    | 15 690 км2 (6 060 миля2)    | 5,400±1,600 km³ (~1,300 cu mi) | Прісне           |
| Мічиган                 | США        | Північна Америка Великі озера                                                              | 58 000 км2 (22 000 миля2)   | 4 920 км3 (1 180 миля3)        | Прісне           |
| Гурон                   | ,          | Північна Америка Великі озера                                                              | 59 600 км2 (23 000 миля2)   | 3 540 км3 (850 миля3)          | Прісне           |
| Вікторія                | ,          | Африканські Великі озера                                                                   | 68 800 км2 (26 600 миля2)   | 2 700 км3 (650 миля3)          | Прісне           |
| Велике Ведмеже озеро    | Канада     | Північно-західні території                                                                 | 31 153 км2 (12 028 миля2)   | 2 236 км3 (536 миля3)          | Прісне           |
| Іссик-Куль              | Киргизстан | Іссик-Кульська область                                                                     | 6 236 км2 (2 408 миля2)     | 1 730 км3 (420 миля3)          | 0.6 %            |
| Онтаріо                 | ,          | Північна Америка Великі озера                                                              | 18 960 км2 (7 320 миля2)    | 1 710 км3 (410 миля3)          | Прісне           |
| Велике Невільниче озеро | Канада     | Північно-західні території                                                                 | 27 200 км2 (10 500 миля2)   | 1 580 км3 (380 миля3)          | Прісне           |
| Ладозьке озеро          | Росія      | Ленінградська область, Республіка Карелія                                                  | 17 700 км2 (6 800 миля2)    | 908 км3 (218 миля3)            | Прісне           |
| Тітікака                | ,          | Ла-Пас, Пуно                                                                               | 8 372 км2 (3 232 миля2)     | 893 км3 (214 миля3)            | Прісне           |
| Ван                     | Туреччина  | Південно-східна Анатолія                                                                   | 3 755 км2 (1 450 миля2)     | 607 км3 (146 миля3)            | 2.3 %            |
| Ківу                    | ,          | Африканські Великі озера                                                                   | 2 700 км2 (1 000 миля2)     | 569 км3 (137 миля3)            | Прісне           |
| Ері                     | ,          | Північна Америка Великі озера                                                              | 25 667 км2 (9 910 миля2)    | 480 км3 (120 миля3)            | Прісне           |
| Хубсуґул                | Монголія   | Хувсгел                                                                                    | 2 760 км2 (1 070 миля2)     | 480 км3 (120 миля3)            | Прісне           |
| Онезьке озеро           | Росія      | Ленінградська область, Республіка Карелія, Вологодська область                             | 9 700 км2 (3 700 миля2)     | 295 км3 (71 миля3)             | Прісне           |
| Вінніпег                | Канада     | Манітоба                                                                                   | 24 514 км2 (9 465 миля2)    | 284 км3 (68 миля3)             | Прісне           |
| Ніпіґон                 | Канада     | Онтаріо                                                                                    | 4 848 км2 (1 872 миля2)     | 248 км3 (59 миля3)             | Прісне           |
| Тоба                    | Індонезія  | Суматра                                                                                    | 1 130 км2 (440 миля2)       | 240 км3 (58 миля3)             | Прісне           |
| Архентіно               | Аргентина  | Санта-Крус                                                                                 | 1 466 км2 (566 миля2)       | 219,9 км3 (52,8 миля3)         | Прісне           |
| Туркана                 | Кенія      | Африканські Великі озера                                                                   | 6 405 км2 (2 473 миля2)     | 204 км3 (49 миля3)             | 0.24 %           |
| Венерн                  | Швеція     | Вестерйотланд, Дальсланд, Вермланд                                                         | 5 650 км2 (2 180 миля2)     | 153 км3 (37 миля3)             | Прісне           |
| Тахо                    | США        | Каліфорнія, Невада                                                                         | 496 км2 (192 миля2)         | 151 км3 (36 миля3)             | Прісне           |
| Мертве море             | ,          | Юдея і Самарія, Південний округ, Західний берег річки Йордан, Ель-Балка, Мадаба, Ель-Карак | 810 км2 (310 миля2)         | 147 км3 (35 миля3)             | 34 %             |
| Альберт                 | ,          | Африканські Великі озера                                                                   | 5 300 км2 (2 000 миля2)     | 132 км3 (32 миля3)             | Прісне           |
| Іліамна                 | США        | Аляска                                                                                     | 2 622 км2 (1 012 миля2)     | 115 км3 (28 миля3)             | Прісне           |
| Неттіллінг              | Канада     | Нунавут (Баффінова Земля)                                                                  | 5 066 км2 (1 956 миля2)     | 114 км3 (27 миля3)             | Прісне           |
| Балхаш                  | Казахстан  | Карагандинська область, Жамбильська область, Алматинська область                           | 16 400 км2 (6 300 миля2)    | 112 км3 (27 миля3)             | 0.3 % (variable) |
| Атабаска                | Канада     | Альберта, Саскачеван                                                                       | 7 850 км2 (3 030 миля2)     | 110 км3 (26 миля3)             | Прісне           |
| Нікарагуа               | Нікарагуа  | Рівас, Гранада, Ріо-Сан-Хуан                                                               | 8 264 км2 (3 191 миля2)     | 108 км3 (26 миля3)             | Прісне           |

У 1960 році Аральське море було дванадцятим за величиною відомим у світі озером — 1 100 км3 (260 миля3). Однак до 2007 року він скоротився до 10 % від свого початкового об'єму і був розділений на три озера, жодне з яких не було б достатньо великим, щоб потрапити до цього списку.

## За континентами
- Африка: озеро Танганьїка
- Антарктида: озеро Восток
- Азія: Каспійське море
- Австралія: озеро Ейр
- Європа: Ладозьке озеро
- Північна Америка: Верхнє озеро
- Південна Америка: озеро Тітікака